# Parafia Matki Boskiej Częstochowskiej w Grabówce
Parafia Matki Boskiej Częstochowskiej w Grabówce – parafia rzymskokatolicka, znajdująca się w diecezji kaliskiej, w dekanacie Złoczew.